# Trasformazione isoentalpica
Una trasformazione isoentalpica o processo isoentalpico è un processo che procede senza nessun cambiamento nell'entalpia H.
In uno stato stazionario, si possono verificare al fluido variazioni significative della pressione e della temperatura e tuttavia il processo sarà isoentalpico se non vi è trasferimento di calore da o verso l'ambiente circostante, non c'è scambio di lavoro all'interno del fluido e da/verso l'ambiente, e non cambia l'energia cinetica del fluido. Se un regime stazionario, flusso costante, viene analizzato utilizzando un sistema aperto tutto al di fuori del volume di controllo è considerato ambiente.
L'effetto Joule-Thomson è un buon esempio di processo isoentalpico. Si consideri il sollevamento di una valvola di scarico o di una valvola di sicurezza in un recipiente a pressione. L'entalpia specifica del fluido all'interno del recipiente a pressione è la stessa che l'entalpia specifica del fluido di scarico. Con una conoscenza dell'entalpia specifica del fluido e la pressione al di fuori del contenitore a pressione, è possibile determinare la temperatura e la velocità del fluido di scarico.
In un processo isoentalpico:
- {\displaystyle h_{1}=h_{2}}
- {\displaystyle dh=0}

Le trasformazioni isoentalpiche in un gas ideale seguono le trasformazioni isoterme finché {\displaystyle {d}h=0=c_{p}{d}T}.